# Epichoristodes acerbella
Epichoristodes acerbella är en fjärilsart som beskrevs av Walker 1864. Epichoristodes acerbella ingår i släktet Epichoristodes och familjen vecklare. Inga underarter finns listade i Catalogue of Life.